# Jessie Rogers
Jessie Rogers (Goiânia, Brasil. 8 d'agost de 1993) és una actriu pornogràfica i model brasilera. Jessie Rogers va anar a l'institut preparatori El Camino High School a San Francisco, Califòrnia l'any 2008. Va fer alguns treballs com a model a Nova York abans de la seva carrera com a actriu porno. Va debutar en la indústria del cinema porno pocs dies després que complís 18 anys a l'agost de 2011. El 2012, va tenir un augment de sins, prenent-la d'una copa A a una D. Aquest mateix any, va interpretar en una paròdia porno a Emma Bunton una de les noies de Spice Girls. Jessie Rogers es va retirar del cinema porno al desembre de 2012. Jessie Rogers es manté en presència a través del seu canal de YouTube, que inclou el seu video viral titulat "6 Reasons Why You Can Still Hate The Miami Heat." A més de fer gameplays de League of Legends i Call of Duty: Black Ops II. Va esdevenir un defensora per a l'ús obligatori del condó en pel·lícules pornogràfiques i previsió social per als artistes, poc després de la seva retirada.